# Esquirol llistat dels penya-segats
L'esquirol llistat dels penya-segats (Neotamias dorsalis) és una espècie de rosegador petit que sol viure als barrancs de l'oest dels Estats Units i Mèxic on solen haver-hi plantes com les artemísies, els blets i el roser silvestre, i arbres com el cirerer.
Aquests esquirols són molt àgils, i se'ls sol veure escalant vessants. Els esquirols llistats dels penya-segats no solen emmagatzemar greix corporal com altres esquirols, per la qual cosa a l'hivern creen un celler d'aliments. Solen alimentar-se de llavors, fruites, pastures, i petits animals com a insectes, granotes, salamandres i escurçons. Solen pesar al voltant de 60 g i mesurar 220 mm, sent les femelles una mica més grosses que els mascles.